# Блум, Золтан
Золтан Блум (венг. Blum Zoltán; 3 января 1892, Папа, Веспрем — 25 декабря 1959, Будапешт) — венгерский футболист, игравший на позиции полузащитника. Выступал, в частности, за клуб «Ференцварош», а также национальную сборную Венгрии. Футболист года в Венгрии (1921 года).
По завершении игровой карьеры — тренер. Возглавлял венгерский клуб «Ференцварош» и румынский клуб УТА (Арад).

## Клубная карьера
Во взрослом футболе дебютировал в 1911 году выступлениями за команду «Ференцварош», в которой провел шестнадцать сезонов, приняв участие в 416 играх, в том числе 222 матчах чемпионата. За это время он выиграл с командой четыре чемпионата Венгрии и три национальных кубка.
На завершающем этапе карьеры выступал за клубы «Будай 33», «Шомодь» и «Ваци», завершил карьеру игрока в 1930 году.

## Выступления за сборную
В 1912 году дебютировал в официальных матчах в составе национальной сборной Венгрии.
В составе сборной был участником футбольных турниров на Олимпийских играх 1912 в Стокгольме и Олимпийских играх 1924 в Париже.
В течение карьеры в национальной команде провел в форме главной команды страны 38 матчей, забив 1 гол.

## Карьера тренера
Начал тренерскую карьеру вскоре после завершения карьеры игрока, в 1930 году, возглавив тренерский штаб клуба «Ференцварош». Он привел команду к выигрышу двух чемпионских титулов и двух побед в Кубке Венгрии.
После войны возглавлял румынский клуб УТА (Арад), главным тренером команды которого Золтан Блум был с 1946 по 1947 год и выиграл с ним Кубок Румынии.
Умер 25 декабря 1959 года на 68-м году жизни.

## Достижения

### Как игрока
- Чемпион Венгрии : 1911-12, 1912-13, 1925-26, 1926-27
- Обладатель Кубка Венгрии : 1913, 1922, 1927

### Как тренера
- Чемпион Венгрии : 1931-32, 1936-37
- Обладатель Кубка Венгрии : 1933, 1935
- Обладатель Кубка Румынии : 1946-47